# Schorswantsen
De schorswantsen (Aradidae) zijn een familie in de onderorde van de Heteroptera voor het eerst wetenschappelijk beschreven door Gaspard Auguste Brullé in 1836.

## Algemeen
Schorswantsen hebben over het algemeen een extreem afgeplat lichaam. Geslachten die in gematigde zones voorkomen zijn bijvoorbeeld: Aradus, Mezira, Neuroctenus en Aneurus. Op enkele uitzonderingen na, leven de soorten die in onze omgeving voorkomen, onder de schors van dode bomen. Tropische soorten zijn vaak ook te vinden in bladafval op de grond. In Nederland en België komen van deze familie twee geslachten voor, Aneurus en Aradus. De soorten in deze geslachten leven in het algemeen van zwammen en schimmels die bomen aantasten. Er is niet veel bekend over de verdere voedingsgewoonten, wel is bekend dat ze afkomen op feromonen van schorskevers. Doordat ze op beschutte plekken onder schors of in houtspleten leven, zijn de volwassen dieren en nimfen meestal het hele jaar door te vinden.

## Herkenning
De wantsen zijn te herkennen aan antennes met vier dikke, korte segmenten en een redelijk puntige, enigszins langgerekte kop. Ze hebben geen ocelli en van de pootjes hebben de tarsi twee segmenten. Van de voorvleugels is het gebiedje rond het scutellum smal en ook het gebied daarnaast klein. Het verharde deel van de voorvleugels loopt meestal niet uit in een duidelijke eindpunt (cuneus).

## In Nederland waargenomen soorten
- Genus: Aneurus
  - Aneurus avenius
  - Aneurus laevis
- Genus: Aradus
  - Aradus betulae
  - Aradus cinnamomeus
  - Aradus corticalis
  - Aradus depressus
  - Aradus signaticornis